# Perkujki
Perkujki (niem. Perkuiken) – wieś w Polsce położona w województwie warmińsko-mazurskim, w powiecie bartoszyckim, w gminie Bartoszyce.
W latach 1975–1998 miejscowość administracyjnie należała do województwa olsztyńskiego.
W 1970 roku była to wieś o rozproszonej zabudowie, składającej się z pięciu domów. W tym czasie we wsi mieszkały 34 osoby. W 1978 roku we wsi było 7 indywidualnych gospodarstw rolnych, uprawiających 96 ha ziemi. Obecnie można tam znaleźć Stanicę Wodną. Perkujki słyną z jazd konnych i innych atrakcji gospodarczych. 